# مارغريت ميلز
مارغريت ميلز (بالإنجليزية: Margaret Mills)‏ هي مؤرخة أمريكية، ولدت في 9 نوفمبر 1946 في بوسطن في الولايات المتحدة.